# Giải đua xe Công thức 1 2011

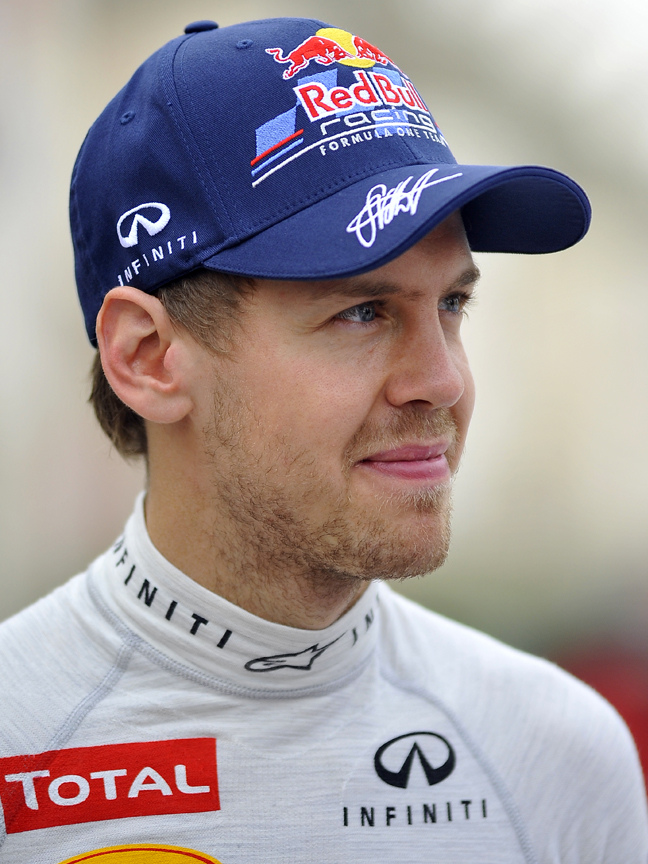
Sebastian Vettel bảo vệ chức vô địch thành công và vượt qua Fernando Alonso để trở thành nhà vô địch kép trẻ nhất trong lịch sử Công thức 1.

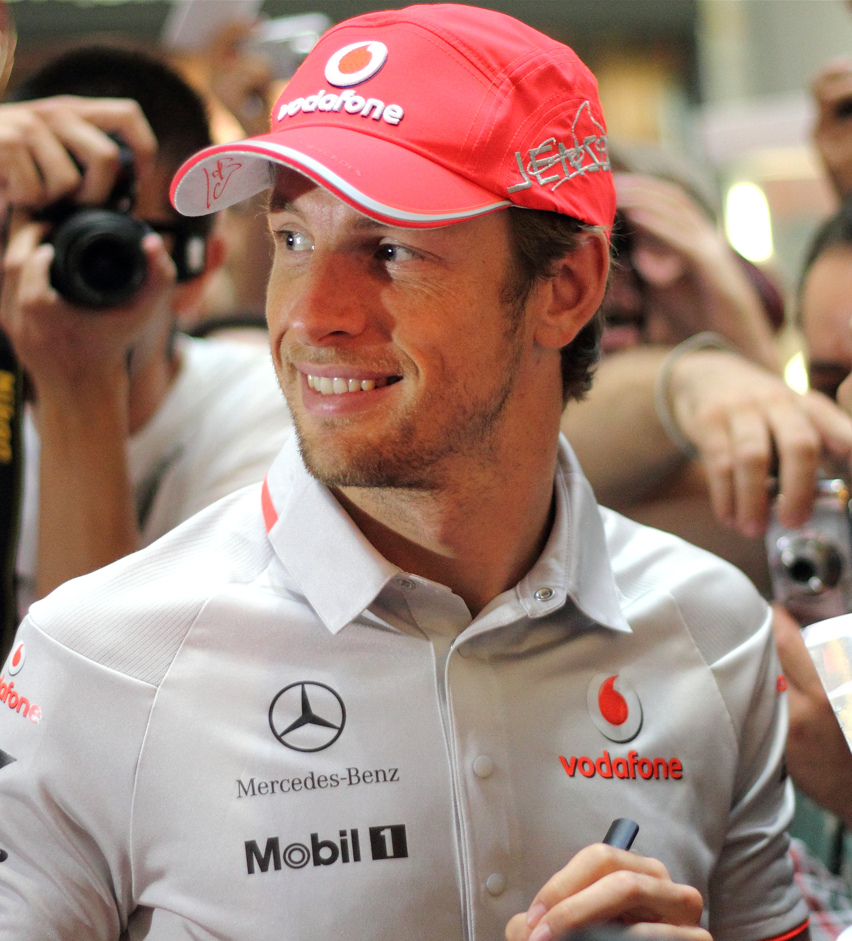
Jenson Button (McLaren) đứng ở vị trí á quân sau Vettel với khoảng cách kỷ lục 122 điểm.

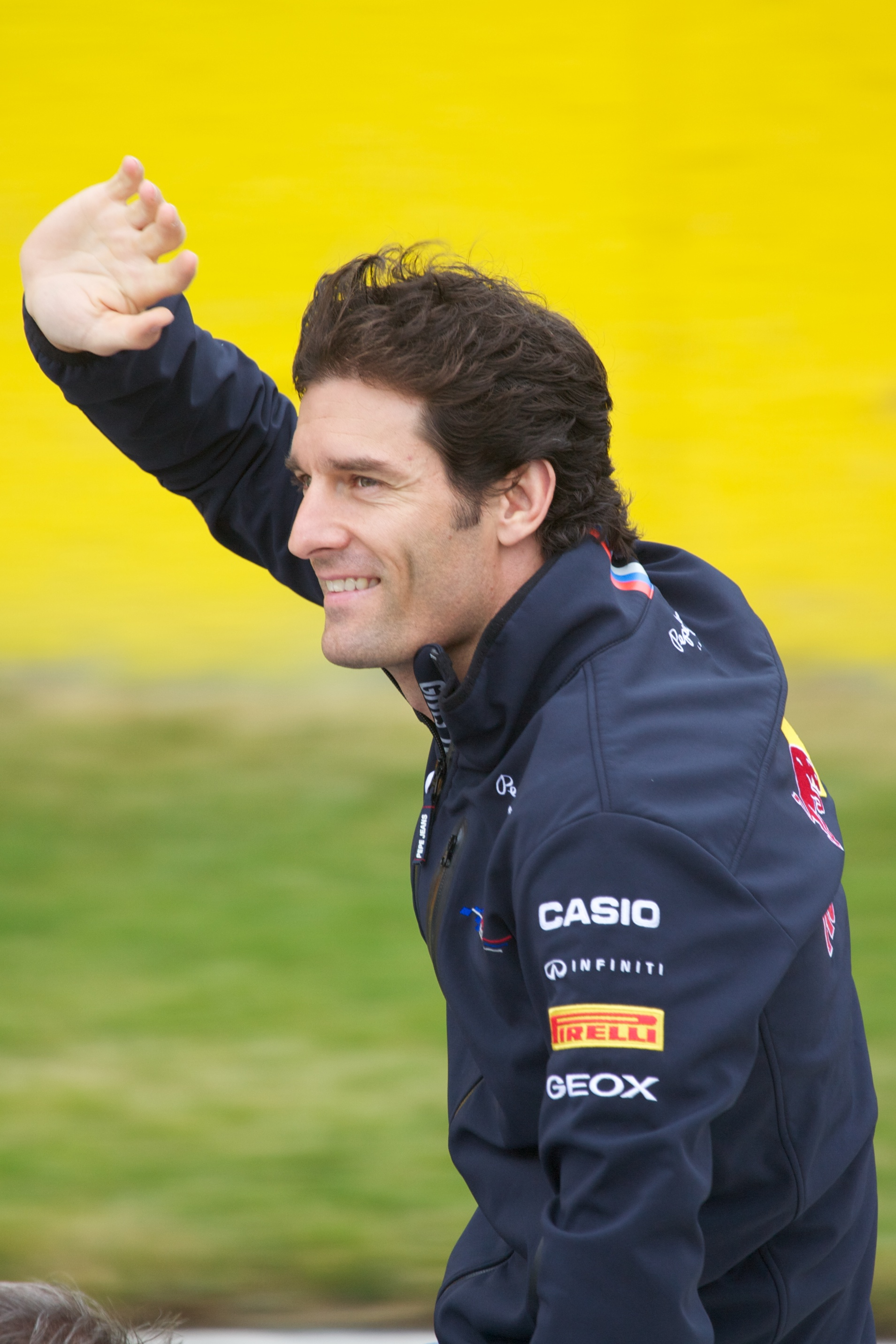
Mark Webber, đồng đội của Vettel, đứng thứ ba trong mùa thứ hai liên tiếp.

Giải đua xe Công thức 1 2011 là mùa giải thứ 62 của Công thức 1 do Liên đoàn Ô tô Quốc tế (FIA) tổ chức.
Trong mùa giải này, Red Bull Racing là đương kim vô địch hạng mục đội đua. Sebastian Vettel, tay đua của Red Bull Racing, tham gia với tư cách là đương kim vô địch hạng mục tay đua. Anh là một trong năm nhà vô địch tham gia mùa giải này. Trong mùa giải này, Vettel đã giành chức vô địch hạng mục đội đua lần thứ hai tại giải đua ô tô Công thức 1 Nhật Bản 2011 và đồng thời trở thành tay đua trẻ nhất , làm được điều này vào lúc 24 tuổi 98 ngày. Red Bull Racing đã giành chức vô địch hạng mục đội đua lần thứ hai.
Lịch ban đầu của năm 2011 bao gồm 20 chặng bao gồm sự ra mắt của giải đua ô tô Công thức 1 Ấn Độ trước khi giải đua ô tô Công thức 1 Bahrain bị hủy bỏ. Pirelli trở lại Công thức 1 với tư cách là nhà cung cấp lốp xe cho tất cả các đội, tiếp quản Bridgestone và đánh dấu sự trở lại Công thức 1 của hãng kể từ năm 1991.

## Các tay đua và đội đua
| Đội đua                       | Xe đua              | Động cơ           | Số xe | Tay đua            | Số chặng đua đã tham gia | Tay đua lái thử/dự bị                                                      |
| ----------------------------- | ------------------- | ----------------- | ----- | ------------------ | ------------------------ | -------------------------------------------------------------------------- |
| Red Bull Racing               | Red Bull RB7        | Renault RS27-2011 | 1     | Sebastian Vettel   | Tất cả                   | Daniel Ricciardo Jean-Éric Vergne                                          |
| Red Bull Racing               | Red Bull RB7        | Renault RS27-2011 | 2     | Mark Webber        | Tất cả                   | Daniel Ricciardo Jean-Éric Vergne                                          |
| Vodafone McLaren Mercedes     | McLaren MP4-26      | Mercedes FO 108Y  | 3     | Lewis Hamilton     | Tất cả                   | Gary Paffett Pedro de la Rosa Oliver Turvey                                |
| Vodafone McLaren Mercedes     | McLaren MP4-26      | Mercedes FO 108Y  | 4     | Jenson Button      | Tất cả                   | Gary Paffett Pedro de la Rosa Oliver Turvey                                |
| Scuderia Ferrari              | Ferrari 150° Italia | Ferrari 056       | 5     | Fernando Alonso    | Tất cả                   | Andrea Bertolini Jules Bianchi Giancarlo Fisichella Marc Gené Davide Rigon |
| Scuderia Ferrari              | Ferrari 150° Italia | Ferrari 056       | 6     | Felipe Massa       | Tất cả                   | Andrea Bertolini Jules Bianchi Giancarlo Fisichella Marc Gené Davide Rigon |
| Mercedes AMG Petronas F1 Team | Mercedes MGP W02    | Mercedes FO 108Y  | 7     | Michael Schumacher | Tất cả                   | Sam Bird                                                                   |
| Mercedes AMG Petronas F1 Team | Mercedes MGP W02    | Mercedes FO 108Y  | 8     | Nico Rosberg       | Tất cả                   | Sam Bird                                                                   |
| Lotus Renault GP              | Renault R31         | Renault RS27-2011 | 9     | Nick Heidfeld      | 1–11                     | Bruno Senna Romain Grosjean Robert Wickens                                 |
| Lotus Renault GP              | Renault R31         | Renault RS27-2011 | 9     | Bruno Senna        | 12–19                    | Bruno Senna Romain Grosjean Robert Wickens                                 |
| Lotus Renault GP              | Renault R31         | Renault RS27-2011 | 10    | Vitaly Petrov      | Tất cả                   | Bruno Senna Romain Grosjean Robert Wickens                                 |
| AT&T Williams                 | Williams FW33       | Cosworth CA2011K  | 11    | Rubens Barrichello | Tất cả                   | Mirko Bortolotti Valtteri Bottas                                           |
| AT&T Williams                 | Williams FW33       | Cosworth CA2011K  | 12    | Pastor Maldonado   | Tất cả                   | Mirko Bortolotti Valtteri Bottas                                           |
| Force India F1 Team           | Force India VJM04   | Mercedes FO 108Y  | 14    | Adrian Sutil       | Tất cả                   | Johnny Cecotto Jr. Max Chilton Nico Hülkenberg                             |
| Force India F1 Team           | Force India VJM04   | Mercedes FO 108Y  | 15    | Paul di Resta      | Tất cả                   | Johnny Cecotto Jr. Max Chilton Nico Hülkenberg                             |
| Sauber F1 Team                | Sauber C30          | Ferrari 056       | 16    | Kamui Kobayashi    | Tất cả                   | Esteban Gutiérrez Fabio Leimer Sergio Pérez                                |
| Sauber F1 Team                | Sauber C30          | Ferrari 056       | 17    | Sergio Pérez       | Tất cả                   | Esteban Gutiérrez Fabio Leimer Sergio Pérez                                |
| Sauber F1 Team                | Sauber C30          | Ferrari 056       | 17    | Pedro de la Rosa   | 7                        | Esteban Gutiérrez Fabio Leimer Sergio Pérez                                |
| Scuderia Toro Rosso           | Toro Rosso STR6     | Ferrari 056       | 18    | Sébastien Buemi    | Tất cả                   | Daniel Ricciardo Jean-Éric Vergne                                          |
| Scuderia Toro Rosso           | Toro Rosso STR6     | Ferrari 056       | 19    | Jaime Alguersuari  | Tất cả                   | Daniel Ricciardo Jean-Éric Vergne                                          |
| Team Lotus                    | Lotus T128          | Renault RS27-2011 | 20    | Heikki Kovalainen  | Tất cả                   | Karun Chandhok Luiz Razia Davide Valsecchi                                 |
| Team Lotus                    | Lotus T128          | Renault RS27-2011 | 21    | Jarno Trulli       | 1–9, 11–19               | Karun Chandhok Luiz Razia Davide Valsecchi                                 |
| Team Lotus                    | Lotus T128          | Renault RS27-2011 | 21    | Karun Chandhok     | 10                       | Karun Chandhok Luiz Razia Davide Valsecchi                                 |
| HRT Formula 1 Team            | HRT F111            | Cosworth CA2011   | 22    | Narain Karthikeyan | 1–8, 17                  | Narain Karthikeyan Jan Charouz                                             |
| HRT Formula 1 Team            | HRT F111            | Cosworth CA2011   | 22    | Daniel Ricciardo   | 9–16, 18–19              | Narain Karthikeyan Jan Charouz                                             |
| HRT Formula 1 Team            | HRT F111            | Cosworth CA2011   | 23    | Vitantonio Liuzzi  | 1–16, 18–19              | Narain Karthikeyan Jan Charouz                                             |
| HRT Formula 1 Team            | HRT F111            | Cosworth CA2011   | 23    | Daniel Ricciardo   | 17                       | Narain Karthikeyan Jan Charouz                                             |
| Marussia Virgin Racing        | Virgin MVR-02       | Cosworth CA2011   | 24    | Timo Glock         | Tất cả                   | Charles Pic Adrian Quaife-Hobbs Sakon Yamamoto Robert Wickens              |
| Marussia Virgin Racing        | Virgin MVR-02       | Cosworth CA2011   | 25    | Jérôme d'Ambrosio  | Tất cả                   | Charles Pic Adrian Quaife-Hobbs Sakon Yamamoto Robert Wickens              |

Chú thích:
1. 1 2 3 4 5 6 7 8 9 10 11 12 13 14 15  Tay đua này đã tham gia sự kiện Ngày Tay đua Trẻ (Young Driver Days) cho đội đua này.
2. 1 2  Tay đua này được đội đua sử dụng trong ít nhất một buổi tập vào thứ Sáu.

1. ↑  Ferrari tham gia tám chặng đua đầu tiên với tên gọi "Scuderia Ferrari Marlboro".[11]
2. ↑  Renault tham gia với giấy phép đua của Anh.[20]
3. ↑  Force India tham gia bốn chặng đua cuối cùng với tên gọi "Sahara Force India F1 Team".
4. ↑  Sergio Pérez có mặt trong danh sách tham gia tại giải đua ô tô Công thức 1 Canada nhưng rút lui sau buổi tập.
5. ↑  HRT tham gia chín chặng đua đầu tiên trong mùa giải này với tên gọi "Hispania Racing F1 Team".

### Thay đổi tay đua
- Jérôme d'Ambrosio, tay đua từ giải đua GP2, thay thế Lucas di Grassi tại Virgin Racing vì bản hợp đồng của di Grassi không được gia hạn[55]. Vào năm ngoái, anh đã tham gia các buổi tập thứ Sáu tại các chặng đua được chọn.
- Paul di Resta, nhà vô địch giải đua xe DTM 2010, đã thay thế Vitantonio Liuzzi tại Force India. Vào năm ngoái, anh đã tham gia các buổi tập vào thứ Sáu tại các chặng đua được chọn.
- Sau khi hợp đồng với Force India hết hạn, Vitantonio Liuzzi chính thức gia nhập Hispania Racing với tư cách là tay đua chính thứ hai.
- Nico Hülkenberg buộc phải rời Williams vào đêm trước thềm giải đua ô tô Công thức 1 Abu Dhabi 2010[56]. Tay đua thay thế anh chính là Pastor Maldonado, nhà vô địch giải đua xe GP2 2010. Maldonado ký hợp đồng với Williams sau khi thử nghiệm cho đội trong các sự kiện tay đua trẻ ở Abu Dhabi[57]. Sau khi từ chối lời đề nghị từ một số đội, bao gồm HRT và Virgin, Hülkenberg gia nhập Force India với tư cách là tay đua lái thử và dự bị. Theo thỏa thuận với đội, Hülkenberg sẽ lái chiếc xe VJM04 trong buổi tập vào sáng thứ Sáu trong từng chặng đua[58].
- Narain Karthikeyan trở lại Công thức 1 với Hispania sau chặng đua cuối cùng với Jordan Grand Prix vào năm 2005[59].
- Robert Kubica đã gặp phải tai nạn khi thi đấu trong chặng đua rallye Ronde di Andora trong thời gian nghỉ mùa đông khiến anh bị gãy nhiều xương ở cánh tay, bàn tay và chân. Vết thương của anh quá nghiêm trọng khiến anh không thể bắt đầu mùa giải[60]. Do vậy, Nick Heidfeld, đồng đội cũ của anh tại BMW Sauber, đã được xác nhận là người thay thế Kubica tại Lotus Renault GP[60].
- Sergio Pérez, người về nhì trong giải đua xe GP2 cho Barwa Addax, bắt đầu sự nghiệp Công thức 1 của mình với Sauber[61]. Anh trở thành tay đua người Mexico đầu tiên tham gia Công thức 1 kể từ khi Héctor Rebaque đua cho Brabham tại giải đua ô tô Caesars Palace 1981.
- Bruno Senna rời Hispania Racing sau một mùa giải do mối quan hệ căng thẳng với đội và gia nhập Lotus Renault GP với tư cách là một trong số tay dua thử nghiệm và dự bị[62].
- Sakon Yamamoto chuyển từ Hispania Racing sang Virgin Racing để trở thành tay đua dự bị và lái thử[63].

### Thay đổi đội đua
- Vào cuối năm 2010, Lotus chấm dứt hợp đồng với nhà cung cấp động cơ Cosworth[64] dù hợp đồng với Cosworth có hiệu lực đến năm 2012 và đã nhận động cơ từ Renault kể từ mùa giải 2011. Nhà sản xuất ô tô thể thao Marussia của Nga đã mua cổ phần lớn của Virgin và công ty tham gia với tư cách là nhà tài trợ chính vào năm 2011 và đội Virgin được đổi tên thành Marussia Virgin Racing[65].
- Tập đoàn đầu tư Genii Capital của Luxembourg đã tiếp quản số cổ phần còn lại của Renault F1 từ nhà sản xuất ô tô Pháp Renault và hiện là chủ sở hữu duy nhất của đội đua. Ngoài ra, Group Lotus đã trở thành nhà tài trợ chính của đội và do đó đội được đổi tên thành Lotus Renault GP.
- Đầu năm 2010, FIA đã đưa một đơn cho vị trí xuất phát cho đội đua Công thức 1 thứ 13[66]. Epsilon Euskadi, Durango và Stefan Grand Prix đã đăng ký cho vị trí xuất phát này. ART Grand Prix và tập đoàn Cypher Group cũng nộp đơn nhưng sau đó rút. Vào tháng 7, cựu vô địch Công thức 1 Jacques Villeneuve cũng đã nộp đơn đăng ký mà ông đang theo đuổi cùng với Durango. Tuy nhiên, vào tháng 9, FIA đã quyết định không mở rộng số đội đua tham gia[67].
- Từ chặng đua đầu tiên của mùa giải ở Úc cho đến giải đua ô tô Công thức 1 Anh, Ferrari đã đổi tên đội của mình từ Scuderia Ferrari Marlboro trở lại Scuderia Ferrari. Thương hiệu thuốc lá đã bị xóa khỏi tên sau các cuộc biểu tình từ các tổ chức chống thuốc lá[68].

## Lịch đua
| Stt | Chặng đua                             | Trường đua                                    | Ngày        |
| --- | ------------------------------------- | --------------------------------------------- | ----------- |
| 1   | Giải đua ô tô Công thức 1 Úc          | Trường đua Albert Park, Melbourne             | 27 tháng 3  |
| 2   | Giải đua ô tô Công thức 1 Malaysia    | Trường đua Sepang International, Kuala Lumpur | 10 tháng 4  |
| 3   | Giải đua ô tô Công thức 1 Trung Quốc  | Trường đua Shanghai International, Thượng Hải | 17 tháng 4  |
| 4   | Turkish Grand Prix                    | Istanbul Park, Istanbul                       | 8 tháng 5   |
| 5   | Giải đua ô tô Công thức 1 Tây Ban Nha | Trường đua Barcelona-Catalunya, Montmeló      | 22 tháng 5  |
| 6   | Giải đua ô tô Công thức 1 Monaco      | Trường đua Monaco, Monte Carlo                | 29 tháng 5  |
| 7   | Giải đua ô tô Công thức 1 Canada      | Trường đua Gilles Villeneuve, Montréal        | 12 tháng 6  |
| 8   | Giải đua ô tô Công thức 1 Châu Âu     | Trường đua Đường phố Valencia, Valencia       | 26 tháng 6  |
| 9   | Giải đua ô tô Công thức 1 Anh         | Trường đua Silverstone, Silverstone           | 10 tháng 7  |
| 10  | Giải đua ô tô Công thức 1 Đức         | Trường đua Hockenheimring, Hockenheim         | 24 tháng 7  |
| 11  | Giải đua ô tô Công thức 1 Hungary     | Hungaroring, Mogyoród                         | 31 tháng 7  |
| 12  | Giải đua ô tô Công thức 1 Bỉ          | Trường đua Spa-Francorchamps, Stavelot        | 28 tháng 8  |
| 13  | Giải đua ô tô Công thức 1 Ý           | Trường đua Monza, Monza                       | 11 tháng 9  |
| 14  | Giải đua ô tô Công thức 1 Singapore   | Trường đua đường phố Marina Bay, Singapore    | 25 tháng 9  |
| 15  | Giải đua ô tô Công thức 1 Nhật Bản    | Trường đua Suzuka International, Suzuka       | 9 tháng 10  |
| 16  | Giải đua ô tô Công thức 1 Hàn Quốc    | Trường đua Korea International, Yeongam       | 16 tháng 10 |
| 17  | Giải đua ô tô Công thức 1 Ấn Độ       | Trường đua Buddh International, Greater Noida | 30 tháng 10 |
| 18  | Giải đua ô tô Công thức 1 Abu Dhabi   | Trường đua Yas Marina, Abu Dhabi              | 13 tháng 11 |
| 19  | Giải đua ô tô Công thức 1 Brasil      | Trường đua José Carlos Pace, São Paulo        | 27 tháng 11 |

### Thay đổi lịch đua
Theo FIA, lịch đua bao gồm tổng cộng 20 cuộc đua. Đây là mùa giải đầu tiên khi 20 cuộc đua được tổ chức trong một mùa giải. Giải đua ô tô Công thức 1 Ấn Độ ở trường đua Buddh International chính thức ra mắt trong lịch đua.
Trường đua cho giải đua ô tô Công thức 1 Đức được chuyển từ Hockenheimring thành Nürburgring theo vòng quay hàng năm.
Giải đua ô tô Công thức 1 Bahrain ở trường đua Bahrain International sẽ được tổ chức trên kiểu đường đua ban đầu và ngắn hơn so với năm ngoái. Tuy nhiên, sự kiện này đã bị hủy bỏ ba tuần trước cuộc đua chính do tình trạng bất ổn chính trị trong nước. Tại cuộc họp vào ngày 3 tháng 6 năm 2011, FIA lần đầu tiên ấn định ngày thay thế là ngày 30 tháng 10 năm 2011, nhưng một tuần sau đó, chủ tịch của trường đua Bahrain International, Zayed Rashid al-Zayani, cuối cùng đã hủy bỏ giải đua ô tô Công thức 1 Bahrain 2011. Do vậy, lịch đua chỉ bao gồm 19 chặng đua.

## Tường thuật

### Diễn biến mùa giải

#### Những chặng đua đầu tiên
Tại chặng đua đầu tiên của mùa giải ở Úc, đương kim vô địch thế giới Sebastian Vettel giành chiến thắng sau khi xuất phát ở vị trí pole. Lewis Hamilton về đích ở vị trí thứ hai và tay đua người Nga Vitaly Petrov lần đầu tiên lên bục trao giải sau khi về đích ở vị trí thứ ba. Ngoài ra, cả hai tay đua của HRT, Narain Karthikeyan và Vitantonio Liuzzi, đều không vượt qua vòng phân hạng do thời gian của họ đều nằm ngoài khu vực 107% thời gian nhanh nhất của Vettel trong phần đầu tiên của vòng phân hạng (Q1). Trong cuộc đua này, cả hai tay đua của Sauber, Sergio Pérez và Kamui Kobayashi, đã bị loại khỏi kết quả vì vi phạm về mặt kỹ thuật do đuôi xe của họ trái với quy định.

## Kết quả
| Stt | Chặng đua                             | Vị trí pole      | Vòng đua nhanh nhất | Tay đua giành chiến thắng | Đội đua giành chiến thắng | Chi tiết |
| --- | ------------------------------------- | ---------------- | ------------------- | ------------------------- | ------------------------- | -------- |
| 1   | Giải đua ô tô Công thức 1 Úc          | Sebastian Vettel | Felipe Massa        | Sebastian Vettel          | Red Bull Racing-Renault   | Chi tiết |
| 2   | Giải đua ô tô Công thức 1 Malaysia    | Sebastian Vettel | Mark Webber         | Sebastian Vettel          | Red Bull Racing-Renault   | Chi tiết |
| 3   | Giải đua ô tô Công thức 1 Trung Quốc  | Sebastian Vettel | Mark Webber         | Lewis Hamilton            | McLaren-Mercedes          | Chi tiết |
| 4   | Turkish Grand Prix                    | Sebastian Vettel | Mark Webber         | Sebastian Vettel          | Red Bull Racing-Renault   | Chi tiết |
| 5   | Giải đua ô tô Công thức 1 Tây Ban Nha | Mark Webber      | Lewis Hamilton      | Sebastian Vettel          | Red Bull Racing-Renault   | Chi tiết |
| 6   | Giải đua ô tô Công thức 1 Monaco      | Sebastian Vettel | Mark Webber         | Sebastian Vettel          | Red Bull Racing-Renault   | Chi tiết |
| 7   | Giải đua ô tô Công thức 1 Canada      | Sebastian Vettel | Jenson Button       | Jenson Button             | McLaren-Mercedes          | Chi tiết |
| 8   | Giải đua ô tô Công thức 1 Châu Âu     | Sebastian Vettel | Sebastian Vettel    | Sebastian Vettel          | Red Bull Racing-Renault   | Chi tiết |
| 9   | Giải đua ô tô Công thức 1 Anh         | Mark Webber      | Fernando Alonso     | Fernando Alonso           | Ferrari                   | Chi tiết |
| 10  | Giải đua ô tô Công thức 1 Đức         | Mark Webber      | Lewis Hamilton      | Lewis Hamilton            | McLaren-Mercedes          | Chi tiết |
| 11  | Giải đua ô tô Công thức 1 Hungary     | Sebastian Vettel | Felipe Massa        | Jenson Button             | McLaren-Mercedes          | Chi tiết |
| 12  | Giải đua ô tô Công thức 1 Bỉ          | Sebastian Vettel | Mark Webber         | Sebastian Vettel          | Red Bull Racing-Renault   | Chi tiết |
| 13  | Giải đua ô tô Công thức 1 Ý           | Sebastian Vettel | Lewis Hamilton      | Sebastian Vettel          | Red Bull Racing-Renault   | Chi tiết |
| 14  | Giải đua ô tô Công thức 1 Singapore   | Sebastian Vettel | Jenson Button       | Sebastian Vettel          | Red Bull Racing-Renault   | Chi tiết |
| 15  | Giải đua ô tô Công thức 1 Nhật Bản    | Sebastian Vettel | Jenson Button       | Jenson Button             | McLaren-Mercedes          | Chi tiết |
| 16  | Giải đua ô tô Công thức 1 Hàn Quốc    | Lewis Hamilton   | Sebastian Vettel    | Sebastian Vettel          | Red Bull Racing-Renault   | Chi tiết |
| 17  | Giải đua ô tô Công thức 1 Ấn Độ       | Sebastian Vettel | Sebastian Vettel    | Sebastian Vettel          | Red Bull Racing-Renault   | Chi tiết |
| 18  | Giải đua ô tô Công thức 1 Abu Dhabi   | Sebastian Vettel | Mark Webber         | Lewis Hamilton            | McLaren-Mercedes          | Chi tiết |
| 19  | Giải đua ô tô Công thức 1 Brasil      | Sebastian Vettel | Mark Webber         | Mark Webber               | Red Bull Racing-Renault   | Chi tiết |

## Bảng xếp hạng

### Bảng xếp hạng các tay đua
| Vị trí | Tay đua            | AUS | MAL | CHN | TUR | ESP | MON | CAN | EUR | GBR | GER | HUN | BEL | ITA | SIN | JPN | KOR | IND | ABU  | BRA | Số điểm |
| ------ | ------------------ | --- | --- | --- | --- | --- | --- | --- | --- | --- | --- | --- | --- | --- | --- | --- | --- | --- | ---- | --- | ------- |
| 1      | Sebastian Vettel   | 1P  | 1P  | 2P  | 1P  | 1   | 1P  | 2P  | 1PF | 2   | 4   | 2P  | 1P  | 1P  | 1P  | 3P  | 1F  | 1PF | RetP | 2P  | 392     |
| 2      | Jenson Button      | 6   | 2   | 4   | 6   | 3   | 3   | 1F  | 6   | Ret | Ret | 1   | 3   | 2   | 2F  | 1F  | 4   | 2   | 3    | 3   | 270     |
| 3      | Mark Webber        | 5   | 4F  | 3F  | 2F  | 4P  | 4F  | 3   | 3   | 3P  | 3P  | 5   | 2F  | Ret | 3   | 4   | 3   | 4   | 4F   | 1F  | 258     |
| 4      | Fernando Alonso    | 4   | 6   | 7   | 3   | 5   | 2   | Ret | 2   | 1F  | 2   | 3   | 4   | 3   | 4   | 2   | 5   | 3   | 2    | 4   | 257     |
| 5      | Lewis Hamilton     | 2   | 8   | 1   | 4   | 2F  | 6   | Ret | 4   | 4   | 1F  | 4   | Ret | 4F  | 5   | 5   | 2P  | 7   | 1    | Ret | 227     |
| 6      | Felipe Massa       | 7F  | 5   | 6   | 11  | Ret | Ret | 6   | 5   | 5   | 5   | 6F  | 8   | 6   | 9   | 7   | 6   | Ret | 5    | 5   | 118     |
| 7      | Nico Rosberg       | Ret | 12  | 5   | 5   | 7   | 11  | 11  | 7   | 6   | 7   | 9   | 6   | Ret | 7   | 10  | 8   | 6   | 6    | 7   | 89      |
| 8      | Michael Schumacher | Ret | 9   | 8   | 12  | 6   | Ret | 4   | 17  | 9   | 8   | Ret | 5   | 5   | Ret | 6   | Ret | 5   | 7    | 15  | 76      |
| 9      | Adrian Sutil       | 9   | 11  | 15  | 13  | 13  | 7   | Ret | 9   | 11  | 6   | 14  | 7   | Ret | 8   | 11  | 11  | 9   | 8    | 6   | 42      |
| 10     | Vitaly Petrov      | 3   | 17† | 9   | 8   | 11  | Ret | 5   | 15  | 12  | 10  | 12  | 9   | Ret | 17  | 9   | Ret | 11  | 13   | 10  | 37      |
| 11     | Nick Heidfeld      | 12  | 3   | 12  | 7   | 8   | 8   | Ret | 10  | 8   | Ret | Ret |     |     |     |     |     |     |      |     | 34      |
| 12     | Kamui Kobayashi    | DSQ | 7   | 10  | 10  | 10  | 5   | 7   | 16  | Ret | 9   | 11  | 12  | Ret | 14  | 13  | 15  | Ret | 10   | 9   | 30      |
| 13     | Paul di Resta      | 10  | 10  | 11  | Ret | 12  | 12  | 18† | 14  | 15  | 13  | 7   | 11  | 8   | 6   | 12  | 10  | 13  | 9    | 8   | 27      |
| 14     | Jaime Alguersuari  | 11  | 14  | Ret | 16  | 16  | Ret | 8   | 8   | 10  | 12  | 10  | Ret | 7   | 21† | 15  | 7   | 8   | 15   | 11  | 26      |
| 15     | Sébastien Buemi    | 8   | 13  | 14  | 9   | 14  | 10  | 10  | 13  | Ret | 15  | 8   | Ret | 10  | 12  | Ret | 9   | Ret | Ret  | 12  | 15      |
| 16     | Sergio Pérez       | DSQ | Ret | 17  | 14  | 9   | DNS | WD  | 11  | 7   | 11  | 15  | Ret | Ret | 10  | 8   | 16  | 10  | 11   | 13  | 14      |
| 17     | Rubens Barrichello | Ret | Ret | 13  | 15  | 17  | 9   | 9   | 12  | 13  | Ret | 13  | 16  | 12  | 13  | 17  | 12  | 15  | 12   | 14  | 4       |
| 18     | Bruno Senna        |     |     |     |     |     |     |     |     |     |     |     | 13  | 9   | 15  | 16  | 13  | 12  | 16   | 17  | 2       |
| 19     | Pastor Maldonado   | Ret | Ret | 18  | 17  | 15  | 18† | Ret | 18  | 14  | 14  | 16  | 10  | 11  | 11  | 14  | Ret | Ret | 14   | Ret | 1       |
| 20     | Pedro de la Rosa   |     |     |     |     |     |     | 12  |     |     |     |     |     |     |     |     |     |     |      |     | 0       |
| 21     | Jarno Trulli       | 13  | Ret | 19  | 18  | 18  | 13  | 16  | 20  | Ret |     | Ret | 14  | 14  | Ret | 19  | 17  | 19  | 18   | 18  | 0       |
| 22     | Heikki Kovalainen  | Ret | 15  | 16  | 19  | Ret | 14  | Ret | 19  | Ret | 16  | Ret | 15  | 13  | 16  | 18  | 14  | 14  | 17   | 16  | 0       |
| 23     | Vitantonio Liuzzi  | DNQ | Ret | 22  | 22  | Ret | 16  | 13  | 23  | 18  | Ret | 20  | 19  | Ret | 20  | 23  | 21  |     | 20   | Ret | 0       |
| 24     | Jérôme d'Ambrosio  | 14  | Ret | 20  | 20  | 20  | 15  | 14  | 22  | 17  | 18  | 19  | 17  | Ret | 18  | 21  | 20  | 16  | Ret  | 19  | 0       |
| 25     | Timo Glock         | NC  | 16  | 21  | DNS | 19  | Ret | 15  | 21  | 16  | 17  | 17  | 18  | 15  | Ret | 20  | 18  | Ret | 19   | Ret | 0       |
| 26     | Narain Karthikeyan | DNQ | Ret | 23  | 21  | 21  | 17  | 17  | 24  |     |     |     |     |     |     |     |     | 17  |      |     | 0       |
| 27     | Daniel Ricciardo   |     |     |     |     |     |     |     |     | 19  | 19  | 18  | Ret | NC  | 19  | 22  | 19  | 18  | Ret  | 20  | 0       |
| 28     | Karun Chandhok     |     |     |     |     |     |     |     |     |     | 20  |     |     |     |     |     |     |     |      |     | 0       |

Chú thích:
- – Tay đua không hoàn thành toàn bộ cuộc đua nhưng được xếp hạng vì đã hoàn thành hơn 90% của cuộc đua.

### Bảng xếp hạng các đội đua
| Vị trí | Đội đua                 | Số xe | AUS | MAL | CHN | TUR | ESP | MON | CAN | EUR | GBR | GER | HUN | BEL | ITA | SIN | JPN | KOR | IND | ABU  | BRA | Số điểm |
| ------ | ----------------------- | ----- | --- | --- | --- | --- | --- | --- | --- | --- | --- | --- | --- | --- | --- | --- | --- | --- | --- | ---- | --- | ------- |
| 1      | Red Bull Racing-Renault | 1     | 1P  | 1P  | 2P  | 1P  | 1   | 1P  | 2P  | 1PF | 2   | 4   | 2P  | 1P  | 1P  | 1P  | 3P  | 1F  | 1PF | RetP | 2P  | 650     |
| 1      | Red Bull Racing-Renault | 2     | 5   | 4F  | 3F  | 2F  | 4P  | 4F  | 3   | 3   | 3P  | 3P  | 5   | 2F  | Ret | 3   | 4   | 3   | 4   | 4F   | 1F  | 650     |
| 2      | McLaren-Mercedes        | 3     | 2   | 8   | 1   | 4   | 2F  | 6   | Ret | 4   | 4   | 1F  | 4   | Ret | 4F  | 5   | 5   | 2P  | 7   | 1    | Ret | 497     |
| 2      | McLaren-Mercedes        | 4     | 6   | 2   | 4   | 6   | 3   | 3   | 1F  | 6   | Ret | Ret | 1   | 3   | 2   | 2F  | 1F  | 4   | 2   | 3    | 3   | 497     |
| 3      | Ferrari                 | 5     | 4   | 6   | 7   | 3   | 5   | 2   | Ret | 2   | 1F  | 2   | 3   | 4   | 3   | 4   | 2   | 5   | 3   | 2    | 4   | 375     |
| 3      | Ferrari                 | 6     | 7F  | 5   | 6   | 11  | Ret | Ret | 6   | 5   | 5   | 5   | 6F  | 8   | 6   | 9   | 7   | 6   | Ret | 5    | 5   | 375     |
| 4      | Mercedes                | 7     | Ret | 9   | 8   | 12  | 6   | Ret | 4   | 17  | 9   | 8   | Ret | 5   | 5   | Ret | 6   | Ret | 5   | 7    | 15  | 165     |
| 4      | Mercedes                | 8     | Ret | 12  | 5   | 5   | 7   | 11  | 11  | 7   | 6   | 7   | 9   | 6   | Ret | 7   | 10  | 8   | 6   | 6    | 7   | 165     |
| 5      | Renault                 | 9     | 12  | 3   | 12  | 7   | 8   | 8   | Ret | 10  | 8   | Ret | Ret | 13  | 9   | 15  | 16  | 13  | 12  | 16   | 17  | 73      |
| 5      | Renault                 | 10    | 3   | 17† | 9   | 8   | 11  | Ret | 5   | 15  | 12  | 10  | 12  | 9   | Ret | 17  | 9   | Ret | 11  | 13   | 10  | 73      |
| 6      | Force India-Mercedes    | 14    | 9   | 11  | 15  | 13  | 13  | 7   | Ret | 9   | 11  | 6   | 14  | 7   | Ret | 8   | 11  | 11  | 9   | 8    | 6   | 69      |
| 6      | Force India-Mercedes    | 15    | 10  | 10  | 11  | Ret | 12  | 12  | 18† | 14  | 15  | 13  | 7   | 11  | 8   | 6   | 12  | 10  | 13  | 9    | 8   | 69      |
| 7      | Sauber-Ferrari          | 16    | DSQ | 7   | 10  | 10  | 10  | 5   | 7   | 16  | Ret | 9   | 11  | 12  | Ret | 14  | 13  | 15  | Ret | 10   | 9   | 44      |
| 7      | Sauber-Ferrari          | 17    | DSQ | Ret | 17  | 14  | 9   | DNS | 12  | 11  | 7   | 11  | 15  | Ret | Ret | 10  | 8   | 16  | 10  | 11   | 13  | 44      |
| 8      | Toro Rosso-Ferrari      | 18    | 8   | 13  | 14  | 9   | 14  | 10  | 10  | 13  | Ret | 15  | 8   | Ret | 10  | 12  | Ret | 9   | Ret | Ret  | 12  | 41      |
| 8      | Toro Rosso-Ferrari      | 19    | 11  | 14  | Ret | 16  | 16  | Ret | 8   | 8   | 10  | 12  | 10  | Ret | 7   | 21† | 15  | 7   | 8   | 15   | 11  | 41      |
| 9      | Williams-Cosworth       | 11    | Ret | Ret | 13  | 15  | 17  | 9   | 9   | 12  | 13  | Ret | 13  | 16  | 12  | 13  | 17  | 12  | 15  | 12   | 14  | 5       |
| 9      | Williams-Cosworth       | 12    | Ret | Ret | 18  | 17  | 15  | 18† | Ret | 18  | 14  | 14  | 16  | 10  | 11  | 11  | 14  | Ret | Ret | 14   | Ret | 5       |
| 10     | Lotus-Renault           | 20    | Ret | 15  | 16  | 19  | Ret | 14  | Ret | 19  | Ret | 16  | Ret | 15  | 13  | 16  | 18  | 14  | 14  | 17   | 16  | 0       |
| 10     | Lotus-Renault           | 21    | 13  | Ret | 19  | 18  | 18  | 13  | 16  | 20  | Ret | 20  | Ret | 14  | 14  | Ret | 19  | 17  | 19  | 18   | 18  | 0       |
| 11     | HRT-Cosworth            | 22    | DNQ | Ret | 23  | 21  | 21  | 17  | 17  | 24  | 19  | 19  | 18  | Ret | NC  | 19  | 22  | 19  | 17  | Ret  | 20  | 0       |
| 11     | HRT-Cosworth            | 23    | DNQ | Ret | 22  | 22  | Ret | 16  | 13  | 23  | 18  | Ret | 20  | 19  | Ret | 20  | 23  | 21  | 18  | 20   | Ret | 0       |
| 12     | Virgin-Cosworth         | 24    | NC  | 16  | 21  | DNS | 19  | Ret | 15  | 21  | 16  | 17  | 17  | 18  | 15  | Ret | 20  | 18  | Ret | 19   | Ret | 0       |
| 12     | Virgin-Cosworth         | 25    | 14  | Ret | 20  | 20  | 20  | 15  | 14  | 22  | 17  | 18  | 19  | 17  | Ret | 18  | 21  | 20  | 16  | Ret  | 19  | 0       |

Chú thích:
- – Tay đua không hoàn thành toàn bộ cuộc đua nhưng được xếp hạng vì đã hoàn thành hơn 90% của cuộc đua.

Chú thích mở rộng cho các bảng trên:
| Chú thích                | Chú thích                                |
| Màu                      | Ý nghĩa                                  |
| ------------------------ | ---------------------------------------- |
| Vàng                     | Chiến thắng                              |
| Bạc                      | Hạng 2                                   |
| Đồng                     | Hạng 3                                   |
| Xanh lá                  | Các vị trí ghi điểm khác                 |
| Xanh dương               | Được xếp hạng                            |
| Xanh dương               | Không xếp hạng, có hoàn thành (NC)       |
| Tím                      | Không xếp hạng, bỏ cuộc (Ret)            |
| Đỏ                       | Không phân hạng (DNQ)                    |
| Đen                      | Bị loại khỏi kết quả (DSQ)               |
| Trắng                    | Không xuất phát (DNS)                    |
| Trắng                    | Chặng đua bị hủy (C)                     |
|                          | Không đua thử (DNP)                      |
| Loại trừ (EX)            |                                          |
| Không đến (DNA)          |                                          |
| Rút lui (WD)             |                                          |
| Không tham gia (ô trống) |                                          |
| Ghi chú                  | Ý nghĩa                                  |
| P                        | Giành vị trí pole                        |
| Số mũ cao                | Vị trí giành điểm tại chặng đua nước rút |
| F                        | Vòng đua nhanh nhất                      |